# توماس بیکل
توماس بیکل (۶ اکتبر ۱۹۶۳) یک بازیکن فوتبال اهل سوئیس است. وی در تیم ملی فوتبال سوئیس بازی کرده‌است.